# Hantan
Hantan eller Hantan-gang (engelsk: Hantaan River) er en flod i Sydkorea nær grænsen til Nordkorea. Den går gennem Gangwon-provinsen og Gyeonggi-provisen. Det er en biflod til floden Imjin, som udmunder i Han-floden, som ender ved det Gule Hav. Hantan er en populær lokalitet for rafting.

## Historie
I 1950 under Koreakrigen fik mere end 3.000 amerikanske soldater svær feber mens de befandt sig i området omkring Hantan. I 1977 var den sydkoreanske læge Lee Ho-wang, den første der isolerede hantavirus, som stammede fra området. De originale publikationer translittererer flodens navn på engelsk som "Hantaan", hvorfor denne stavemåde forsat er gældende på engelsk for "Hantaan virus". I 2007 begyndte byggeriet af Hantangang-dæmningen ved flodens nedre løb. Dæmningen stod færdig i 2015. Dens eneste formål er at kontrollere floden.

## Ekstern henvisning
- Comprehensive Water Quality Management Plan for the Imjin River Basin Arkiveret 4. oktober 2007 hos  Wayback Machine

38°00′17″N 127°00′39″Ø / 38.00472°N 127.01083°Ø